# Meerapur, Raichur
Meerapur là một làng thuộc tehsil Raichur, huyện Raichur, bang Karnataka, Ấn Độ.